# Netelia melanostigma
Netelia melanostigma là một loài tò vò trong họ Ichneumonidae.